# 2018 par pays en Amérique

## Petites Antilles
- 26 février : élections législatives à Saint-Martin (Pays-Bas).
- 13 mars : élections législatives à la Grenade.
- 21 mars : élections législatives à Antigua-et-Barbuda.
- 24 mai : élections législatives à la Barbade.
- 6 novembre :
  - référendum constitutionnel à Antigua-et-Barbuda ;
  - référendum constitutionnel à la Grenade.

## Argentine
- 6 octobre au 18 octobre : Jeux olympiques de la jeunesse d'été de 2018 à Buenos Aires.
- 30 novembre et 1er décembre : sommet du G20 à Buenos Aires.

## Bolivie
- 1er octobre : la Cour internationale de justice déboute la Bolivie de sa requête contre le Chili d'avoir un accès à la mer.

## Chili
- 11 mars : Sebastián Piñera, succédant à Michelle Bachelet, devient président de la République pour la seconde fois.

## Colombie
- 11 mars : élections législatives.
- 28 avril au 7 mai : des pluies torrentielles menacent le barrage d'Ituango qui risque de rompre[1].
- 27 mai et 17 juin : élection présidentielle, Iván Duque est élu au second tour.
- 26 août : référendum sur sept questions d'origine populaire ; le oui l'emporte mais le quorum de participation n'est pas atteint.

## Costa Rica
- 4 février : élections présidentielle (1er tour) et législatives.
- 1er avril : second tour de l'élection présidentielle, Carlos Alvarado est élu.

## Cuba
- 11 mars : élections législatives.
- 19 avril : Miguel Díaz-Canel succède à Raúl Castro à la présidence du Conseil d'État.
- 18 mai : Le vol 972 Cubana s'écrase près de  l'aéroport de La Havane.

## Groenland
- 1er janvier : le Groenland est divisé en cinq municipalités et deux zones non incorporées.

## Guatemala
- 15 avril : un référendum approuve le recours à la Cour internationale de justice pour résoudre le différend frontalier avec le Belize.
- 3 juin : une éruption du Volcán de Fuego fait 215 morts et à peu près autant de disparus.

## Haïti
- 14 juillet : démission de Jack Guy Lafontant, Premier ministre.
- 6 octobre : séisme meurtrier dans le département du Nord-Ouest.

## Nicaragua
- À partir du 18 avril : la réforme du système des retraites du président Daniel Ortega déclenche le début des manifestations de 2018 au Nicaragua, et dont la répression va causer plus de 200 morts ; la réforme sera abrogée par Ortega le 22 avril.

## Paraguay
- 22 avril : élections générales, Mario Abdo Benítez est élu président.

## Salvador
- 4 mars : élections législatives.

## Trinité-et-Tobago
- 19 janvier : Paula-Mae Weekes est élue au poste de président de la République.